# 裴开
裴开（？—？），字士先，河東郡聞喜县人，出自河東裴氏定著五房之一的东眷裴。五胡十六国时期前燕官员。

## 生平
313年，裴开的父亲裴武去世，裴开与叔父裴嶷在奔丧途中，途经鮮卑慕容部大人慕容廆的領地。慕容廆对裴開等人礼遇有加，临走时还送了厚礼。
裴開到达辽西，道路断絶，无法继续前行，于是裴開和裴嶷商议对策。裴开问道：“故乡在南方，何故北上？若要流落异域称臣，段氏强，慕容氏弱，何必称臣于慕容氏？裴嶷指出，回到正值动乱的中原，危险重重，段氏不尊士大夫，慕容氏体恤百姓，他决定为慕容氏属下，求取功名，守卫自己的家族。裴開闻言，按照裴嶷的想法，北上侍奉慕容廆。慕容廆得知此事，大喜过望。四月，慕容廆根据才干对聚集的人材进行任用，裴开与游邃、逄羨、西方虔、宋奭、封抽一起被任为股肱之臣。
321年十二月，慕容廆被东晋任命为車騎将軍、都督幽平二州東夷諸軍事、平州牧，封为辽东公。于是慕容廆任命裴开为司马。
他转任長史。333年六月，被任命为軍諮祭酒。337年九月，鲜卑慕容部大人慕容皝称燕王，任命裴开为奉常。裴开历任太常卿、祭酒。
裴开足智多谋，有谋略，思想深邃，深不可测。据说慕容廆经常提出奇策，其中很多都被采纳。

## 家系
- 父：裴武，字文应
  - 弟：裴湛
    - 子：裴原
    - 子：裴成
    - 子：裴範，字仁則